# Dominique Laffin
Dominique Laffin (Saint-Mandé, 3 juni 1952 - Parijs, 12 juni 1985) was een Frans actrice.

## Levensloop
Dominique Laffin was een dochter van gescheiden ouders. Ze groeide bij haar moeder, broer en zus op in de Parijse wijk Batignolles. Na haar eindexamen werd ze verliefd op zanger Yvan Dautin en ze volgde hem op zijn zomertour. Ze had vervolgens verschillende baantjes als au pair, bloemist en gastvrouw. In 1973 beviel ze van dochter Clémentine.
Aangetrokken door de cinema klopte ze aan bij meerdere productiebedrijven en in 1977 kreeg ze een kleine rol in La Nuit tous les chats sont gris van Gérard Zingg. Ze werd opgemerkt door Claude Miller die haar een hoofdrol aanbood in Dites-lui que je l'aime samen met de rijzende sterren van die tijd Gerard Depardieu en Miou-Miou. Vervolgens had ze rollen in Les Petits Câlins van Jean-Michel Poiré, Tapage nocturne van Catherine Breillat, La Femme qui pleure van Jacques Doillon en Félicité van Christine Pascal. In 1980 werd ze genomineerd voor de César voor beste actrice voor haar rol in La Femme qui pleure. Daarna verzandde haar carrière geleidelijk in minder succesvolle films.
Dominique Laffin overleed in 1985 op 33-jarige leeftijd aan een hartaanval. Het is onduidelijk of dit een natuurlijke dood betrof of zelfmoord. Ze is begraven op de begraafplaats van Montmartre.

## Filmografie
- 1975: Le Pied!.. van Pierre Unia
- 1977: La nuit, tous les chats sont gris van Gérard Zingg
- 1977: Dites-lui que je l'aime van Claude Miller
- 1978: Les Petits Câlins van Jean-Marie Poiré
- 1979: Tapage nocturne van Catherine Breillat
- 1979: La Femme qui pleure van Jacques Doillon
- 1979: Félicité van Christine Pascal
- 1980: L'Œil du maître van Stéphane Kurc
- 1980: Bobo la tête van Gilles Katz
- 1980: L'Empreinte des géants van Robert Enrico
- 1980: Chiedo asilo van Marco Ferreri
- 1981: Instinct de femme van Claude Othnin-Girard
- 1981: La Meute van Yvan Butler (televisiefilm)
- 1981: L'arbre aux mensonges van Denis Chegaray (televisiefilm)
- 1982: La Tribu des vieux enfants van Michel Favart (televisiefilm)
- 1983: La Main dans l'ombre van Rudolf Thome
- 1983: Garçon! van Claude Sautet
- 1983: Liberty belle van Pascal Kané
- 1983: Il faut marier Julie van Marc Marino
- 1984: Akropolis Now van Hans Liechti
- 1984: Un homme à l'endroit, un homme à l'envers van Madeleine Laïk
- 1984: Passage secret van Laurent Perrin